# Instituto Internacional da Língua Portuguesa
O Instituto Internacional da Língua Portuguesa (IILP) é uma instituição da CPLP com sede na Praia, capital de Cabo Verde. Seus objetivos são, conforme os estatutos,  "a promoção, a defesa, o enriquecimento e a difusão da língua portuguesa como veículo de cultura, educação, informação e acesso ao conhecimento científico, tecnológico e de utilização oficial em fóruns internacionais".
A sua criação foi proposta em 1989 pelo então Presidente da República do Brasil, José Sarney, durante a primeira cimeira daquela organização internacional, realizada em São Luís do Maranhão. No entanto, somente em 2002, por ocasião da VI Reunião Ordinária do Conselho de Ministros da CPLP, em São Tomé e Príncipe, o Instituto foi finalmente criado. De 2010 a 2014 dirige o Instituto o linguista brasileiro Gilvan Müller de Oliveira.
Na gestão 2010-2012 o IILP concentrou-se no desenvolvimento das bases para a realização do Plano de Ação de Brasília para a Promoção, a Difusão e a Projeção da Língua Portuguesa, documento oriundo da I. Conferência Internacional sobre o Futuro do Português no Sistema Mundial, realizada na capital brasileira em março e abril de 2010.
Na gestão 2012-2014 o Instituto concentra-se na elaboração do VOC - Vocabulário Ortográfico Comum da Língua Portuguesa, instrumento previsto no Acordo Ortográfico da Língua Portuguesa de 1990 e na elaboração do Portal do Professor de Português como Língua Estrangeira, que oferecerá materiais e recursos didáticos para docentes da língua em todo o mundo.